# Viljolahti
Viljolahti är en vik i Finland. Den är en del av sjön Haukivesi och ligger i Varkaus i landskapet Norra Savolax, i den sydöstra delen av landet, 290 km nordost om huvudstaden Helsingfors.